# Minocqua
Minocqua ist eine kleine Stadt in Wisconsin, USA. Sie liegt im nordwestlichen Oneida County. Minocqua liegt auf einer Halbinsel im Minocqua Lake. Das U.S. Census Bureau hat bei der Volkszählung 2020 eine Einwohnerzahl von 5.062 ermittelt. Minocqua wird gemeinhin als „The Island City“ bezeichnet.

## Geschichte
Minocqua wurde offiziell im Jahr 1889 gegründet. Obwohl es verschiedene Erklärungen bezüglich der Bedeutung des Wortes „Minocqua“ gibt, liegt der Ursprung bei den ersten Bewohnern der Insel, den Ojibwe-Indianern. Die Stadt Minocqua ist nach „Ninocqua“ benannt, dem Begriff der Ojibwe-Indianer für „Mittagsruhe“.
In den späten 1800er Jahren war Minocqua eine Holzfällerstadt. Über die Milwaukee Road ermöglichte man den Zugang zu Holz. Der Bau von Eisenbahnstrecken war wichtig für das damalige Wachstum von Minocqua. Später sorgte die Eisenbahn für Tourismus und verwandelte Minocqua in den Urlaubsort, der er bis heute ist. Die beiden ursprünglichen Eisenbahnstrecken sind noch intakt und dienen als Ausgangspunkt für den Bearskin State Trail, der im Sommer zum Wandern und Radfahren und im Winter zum Motorschlittenfahren einlädt.

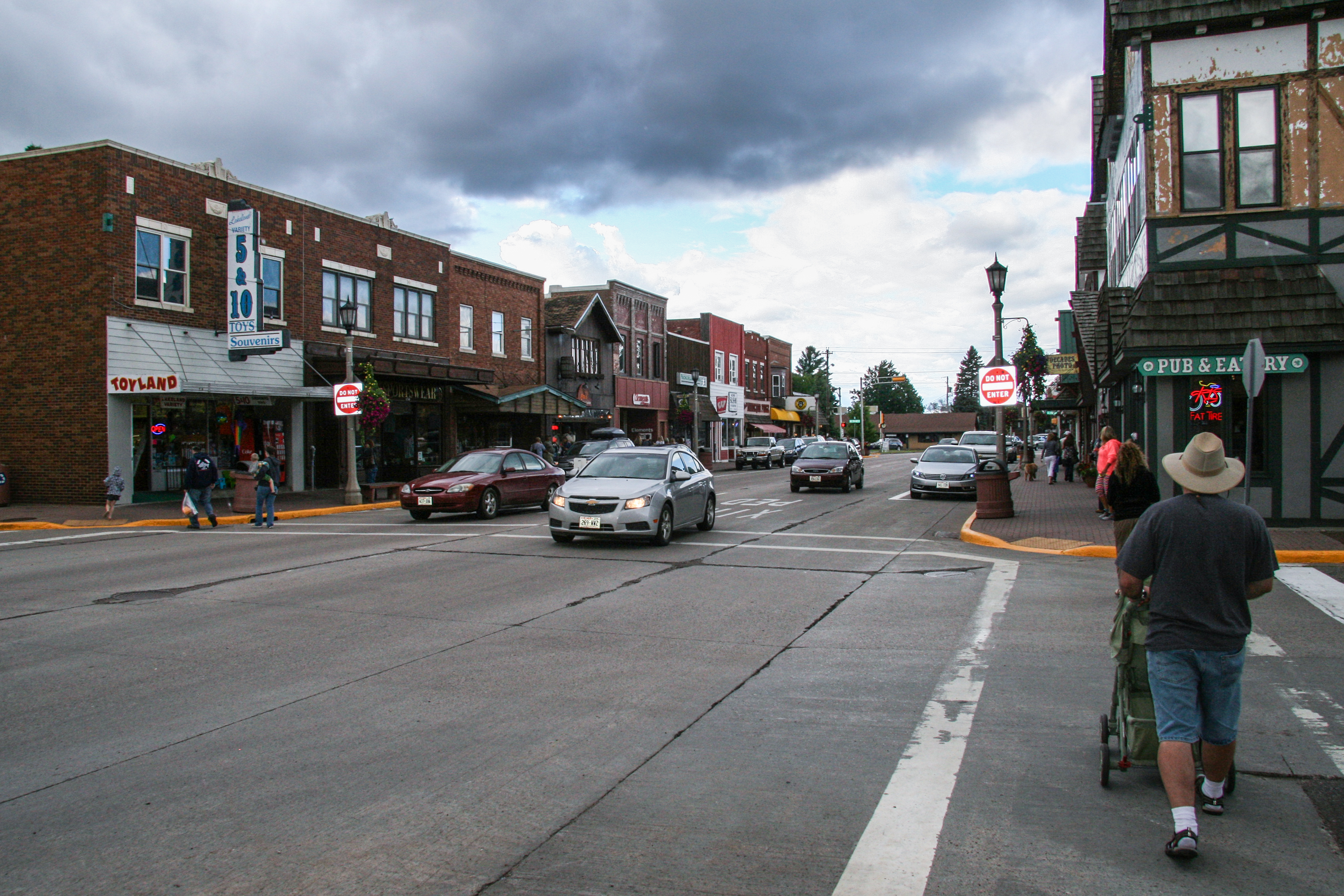
Korean War Veterans Mem Hwy im Geschäftsviertel (2015)

Ein großer Teil des Geschäftsviertels der Stadt wurde 1912 durch einen Großbrand zerstört. Viele der Gebäude an der Hauptstraße wurden nach dem Brand neu entworfen und gebaut. Die Innenstadt hat eine US-Post, Banken und Restaurants.
Die Halbinsel, das Stadtzentrum von Minocqua, umfasst das Campanile Center for the Arts, die Minocqua Police Department, die Minocqua Fire Department und das Minocqua Community Centre, in dem sich die Stadtbüros und die öffentliche Bibliothek befinden.

## Geographie
Laut dem United States Census Bureau hat die Stadt eine Gesamtfläche von 168,1 Quadratmeilen (435,4 km²), von denen 150,8 Quadratmeilen (390,6 km²) Land und 17,3 Quadratmeilen (44,8 km²) Wasser sind. Die Wasserfläche beträgt 10,29 %. Minocqua liegt 490 Meter über dem Meer.
Ein Teil der Stadt liegt auf einer Halbinsel, die durch eine Brücke über den Highway 51 zu erreichen ist.

## Tourismus
Der Tourismus spielt eine wichtige ökonomische Rolle in Minocqua. Als bewaldetes Seengebiet gibt es viele Outdoor-Aktivitäten im Sommer wie Angeln, Camping, Wasserski, Bootfahren, Wandern, Radfahren und Schwimmen. Die Innenstadt („The Island“) hat einige Touristenattraktionen und Einkaufsmöglichkeiten. Das Nachtleben von Minocqua umfasst Bars mit Live-Musik im Sommer. Eine Parade wird jährlich am 4. Juli präsentiert. Wiederkehrende Veranstaltungen sind Tanz, Live-Musik, Feuerwerk und eine Min-Aqua Bat Wasserski und eine Bootsausstellung.